# Hans Reichardt
Hans Reichardt (* 2. April 1908 in Altenburg; † 4. April 1991 in Berlin) war ein deutscher Mathematiker, der sich mit Zahlentheorie, Geschichte der Mathematik und Differentialgeometrie befasste.

## Leben
Reichardt war der Sohn eines Arztes, besuchte das Humanistische Gymnasium in Altenburg und studierte ab 1926 an den Universitäten von Jena, Königsberg, der Humboldt-Universität Berlin (ab 1928, besonders bei Issai Schur, bei dem er algebraische Zahlentheorie hörte), Hamburg (bei Erich Hecke und Emil Artin) und der Universität Marburg Mathematik, Physik und Philosophie. 1932 wurde er bei Helmut Hasse in Marburg promoviert (Arithmetische Theorie der kubischen Körper als Radikalkörper). Zum 1. Mai 1933 trat er der NSDAP bei (Mitgliedsnummer 3.085.476). 1934 legte er sein Lehramtsexamen ab und wurde Assistent an der Universität Frankfurt bei Carl Ludwig Siegel und 1935 in Jena bei Friedrich Karl Schmidt. 1937 ging er an die Universität Leipzig zu Bartel Leendert van der Waerden, wo er sich 1939 habilitierte (Über die diophantische Gleichung {\displaystyle ax+bx^{2}y^{2}+cy=ez^{2}}) und 1940 Dozent wurde. Im Krieg war er ab 1943 bei Telefunken in Berlin. Nach dem Krieg war er 1946 bis 1952 in der Sowjetunion, wo er an Problemen der Raketentechnik auf der Insel Gorodomlja (heute Siedlung Solnetschny) im Seligersee (Wolga-Quellgebiet) arbeitete. Ab 1952 war er wieder in Deutschland und Professor an der Humboldt-Universität in Berlin, ab 1955 als Direktor des 1. Mathematischen Instituts. Ab 1959 war er Direktor des Instituts für reine Mathematik der Deutschen Akademie der Wissenschaften in Berlin, wo er die Forschungsgruppe Zahlentheorie leitete. 1973 wurde er emeritiert.
Er hatte in Berlin zahlreiche Schüler. Zu seinen Doktoranden zählen Helmut Boseck, Helmut Koch, Rolf Sulanke und Manfred Peschel. Seit 1962 war er korrespondierendes und seit 1964 volles Mitglied der Deutschen Akademie der Wissenschaften in Berlin und seit 1962 Mitglied der Leopoldina. 1961 und 1966 erhielt er den Nationalpreis für Wissenschaft und Technik der DDR. 1960 wurde ihm der Vaterländische Verdienstorden in Bronze verliehen. Er war im Herausgebergremium des Journals für die reine und angewandte Mathematik.
Reichardt war ab Anfang der 1960er Jahre Mitinitiator der Mathematik-Olympiaden in der DDR und – gemeinsam mit Heinrich Grell – der Gründung der auf Mathematik und Physik spezialisierten Erweiterten Oberschule „Heinrich Hertz“ in Berlin.

## Werk
In den 1930er Jahren arbeitete er unter anderem über Inverse Galoistheorie in der algebraischen Zahlentheorie (er zeigte die Lösbarkeit im Fall einer p-Gruppe mit einer ungeraden Primzahl p; unabhängig auch von Arnold Scholz gezeigt). Die Arbeiten wurden in den 1950er Jahren unter anderem von Dmitri Konstantinowitsch Faddejew und Igor Schafarewitsch in Russland fortgesetzt, in Deutschland in den 1970er Jahren von Jürgen Neukirch. Reichardt befasste sich auch mit der Arithmetik auf elliptischen Kurven und zeigte 1942, dass das Lokal-Global-Prinzip von Hasse für elliptische Kurven im Allgemeinen nicht gilt: er gab das Gegenbeispiel einer elliptischen Kurve, die keine rationale Lösung hat, aber p-adische und reelle Lösungen. Nach dem Krieg wandte er sich verstärkt der Differentialgeometrie zu und ab den 1970er Jahren der Mathematikgeschichte, insbesondere zu Carl Friedrich Gauß, über den er auch den Artikel in der Encyclopædia Britannica 1974 schrieb.

## Schriften
- mit Wilhelm Blaschke: Einführung in die Differentialgeometrie. Springer Grundlehren der mathematischen Wissenschaften. 2. Auflage 1960.
- Vorlesungen über Vektor- und Tensorrechnung (= Hochschulbücher für Mathematik. Bd. 34). Deutscher Verlag der Wissenschaften, Berlin 1957, 2. Auflage 1968.
- (Hrsg.): Gauß-Gedenkband. Herausgegeben anlässlich des 100. Todestages am 23. Februar 1955. Teubner, 1957.
- Gauß und die nichteuklidische Geometrie. Teubner, 1976.
- mit Johannes Böhm (Hrsg.): Gaußsche Flächentheorie, Riemannsche Räume und Minkowski-Welt (= Teubner-Archiv zur Mathematik. 1). 1985 (auch Arbeiten von Carl Friedrich Gauß, Bernhard Riemann, Hermann Minkowski werden hier abgedruckt und kommentiert).
- Gauß und die Anfänge der nicht-euklidischen Geometrie. Mit Originalarbeiten von J. Bolyai, N. I. Lobatschewski und F. Klein (= Teubner-Archiv zur Mathematik. 4). 1985 (auch Arbeiten von Johann Bolyai, Nikolai Iwanowitsch Lobatschewski, Felix Klein werden hier abgedruckt und kommentiert).
- (Hrsg.): Nachrufe auf Berliner Mathematiker des 19. Jahrhunderts (= Teubner-Archiv zur Mathematik. 10). 1989 (Carl Gustav Jacobi, Ernst Eduard Kummer, Peter Gustav Lejeune Dirichlet, Karl Weierstraß, Leopold Kronecker).
- Gauß. In Hans Wußing, Wolfgang Arnold (Hrsg.): Biographien bedeutender Mathematiker. Volk und Wissen, Berlin 1975.
- Hrsg.: Künstliche Erdsatelliten. Übersetzung aus dem Russischen. Akademie, Berlin 1959 (Fortschritte der Physik. Sonderband 2).

Kindersachbücher:
- WAS IST WAS Band 12 Mathematik, 1973, ISBN 9783788602529.
- WAS IST WAS Band 13 Wilde Tiere, 1983, ISBN 3788602538.
- WAS IST WAS Planeten und Raumfahrt, 1996, ISBN 3788602562.
- WAS IST WAS Band 24 Elektrizität, 1964, ISBN 9783788628802.
- WAS IST WAS Band 52 Briefmarken, 1973, ISBN  9783788629205.
- WAS IST WAS Band 53 Das Auto, 1974 ISBN 3788602937.
- WAS IST WAS Band 54 Die Eisenbahn, 1975, ISBN 9783788602949.
- WAS IST WAS Band 61 Pyramiden, 1978, ISBN 3788604018.
- WAS IST WAS Band 62 Die Germanen 1978, ISBN 9783788604028.
- WAS IST WAS Band 63 Foto, Film, Fernsehen, 1978, ISBN 3788604034.
- WAS IST WAS Band 64 Die alten Griechen, 1979, ISBN 3788604042.
- WAS IST WAS Band 65 Die Eiszeit, 1979, ISBN 3788604050.
- WAS IST WAS Band 66 Berühmte Ärzte, 1980, ISBN 3788604069.
- WAS IST WAS Band 67 Die Völkerwanderung, 1980, ISBN 3788604077.
- WAS IST WAS Band 69 Fossilien: Zeugen der Urwelt, 1981, ISBN 9783788604097.
- WAS IST WAS Band 70 Das alte Ägypten, 1981, ISBN 3788604107.
- WAS IST WAS Band 74 Naturkatastrophen, 1984, ISBN 9783788604141.
- WAS IST WAS Band 75 Fahnen und Flaggen, 1984, ISBN 3788604158.
- WAS IST WAS Band 81 Die Sieben Weltwunder, 1987, ISBN 3788604212.